# Ernest-Gabriel des Roys
Ernest-Gabriel, marquis des Roys d'Eschandelys est un homme politique français né le 4 avril 1836 à Paris et décédé le 28 novembre 1903 à Gaillefontaine.

## Biographie
Fils d'Étienne-Annet des Roys, marquis des Roys et pair de France, et de Jenny Hoche, fille de  Lazare Hoche. Il est issu par son père d'une ancienne famille de la Noblesse d'Auvergne. 
Auditeur au Conseil d'État sous le Second Empire, il est élu député de la Seine-Inférieure de 1871 à 1876, siégeant au centre-droit.  
De 1881 à 1886, il fait construire l'actuel château de Gaillefontaine.  

### Mariage et descendance
Ernest Gabriel des Roys épouse à Paris, église de la Madeleine, le 19 janvier 1861, Marie Jeanne Mathilde Parent, fille de Joseph Basile Parent, ingénieur et industriel d'origine Belge, et de Jeannette O'Conogen. Deux enfants sont issus de ce mariage : 
- Jeanne Nathalie Adélaïde des Roys (1861-19..), mariée en 1885 avec le comte O'Gorman ;
- Étienne Jacques Lazare, marquis des Roys (1873-1955), marié en 1901 avec Yvonne de Robin de Barbentane (1882-1971).

## Pour approfondir

### Sources
- « Ernest-Gabriel des Roys », dans Adolphe Robert et Gaston Cougny, Dictionnaire des parlementaires français, Edgar Bourloton, 1889-1891 [détail de l’édition]
- « Ernest, Gabriel des Roys (1836-1903) », sur Sycomore, base de données des députés de l'Assemblée nationale
- « Nécrologie : M. le marquis des Roys d'Eschanclelys », La Semaine religieuse du diocèse de Rouen,‎ 5 décembre 1903, p. 1169-1173 (lire en ligne, consulté le 11 octobre 2020), lire en ligne sur Gallica.